# Alfrēds Kalniņš
Alfrēds Bruno Jānis Kalniņš (23. srpen 1879, Cēsis – 23. prosinec 1951, Riga) byl lotyšský hudební skladatel, varhaník, pedagog, hudební kritik a dirigent. Zakladatel lotyšské národní opery. Jeho syn Jānis Kalniņš se stal rovněž významným skladatelem.
Jako mladý bral soukromé hodiny u skladatele a varhaníka Oskarse Šepskise. V letech 1897–1901 studoval na petrohradské akademii hru na varhany a skladbu. Poté žil v Rize, Siguldě (1901–1903), estonském Pärnu (1903–1911), Liepaje (1911–1915, 1919), Tartu (1915–1918), znovu v Rize (1919–1927), v New Yorku (1927–1933) a nakonec se vrátil opět do Rigy (1933–1951). Na většině působišť se živil jako varhaník v kostelích.
Nejvýznamnější z jeho děl je opera Baņuta, kterou napsal roku 1920. Jde o první operu s libretem v lotyštině. Za sovětské éry Kalniņš změnil její konec (původně Banuta a její milenec Vižuts spáchali sebevraždu, nově opera končila happy endem), dnes se hraje většinou původní verze.